# Проблеми соціальної оголеності

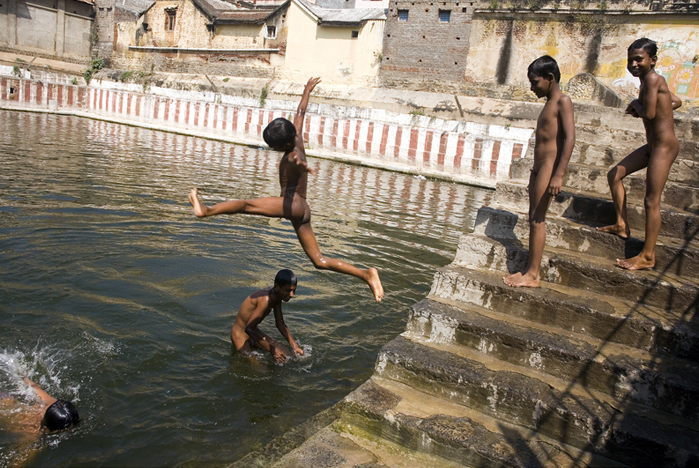
Міський оголене плавання в Індії

Соціальна оголеність — практика оголення у відносно публічних місцях без статевих обмежень. Це відбувається як у громадських місцях, так і на комерційній території, наприклад, на натуристському курорті.
У тропіках усе ще існує деяка кількість ізольованих голих корінних народів, хоча цей спосіб життя знаходиться під великою загрозою зникнення, як і публічне купання голих чоловіків, що раніше було дуже звичним явищем у західній культурі. Сучасний натуризм у європейському стилі почався приблизно на рубежі ХХ століття в Британській Індії і Північній Німеччині, і його привезли до Сполучених Штатів німецькі іммігранти в 1930-х роках.

## Термінологія

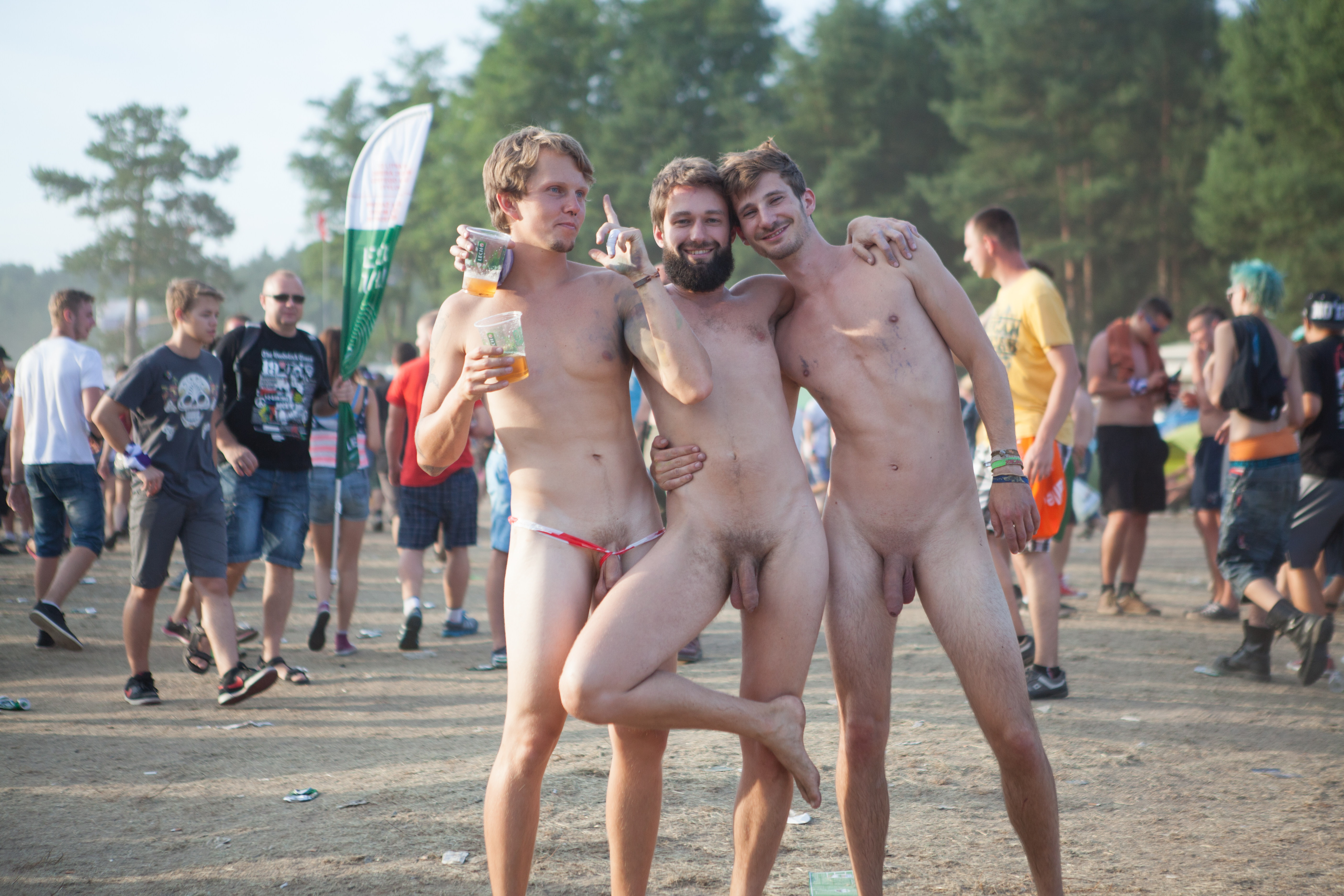
Оголені чоловіки на фестивалі Вудсток у Польщі

Використання та визначення термінів, що стосуються соціальної оголеності, відрізняються географічно та історично. У книзі «Cinema Au Naturel» Марк Сторі стверджує: "два споріднені терміни, з якими ми будемо постійно стикатися, — це нудист і натурист. Хоча значення цих двох термінів практично ідентичні, вони часто мають різні конотації для тих, хто віддає перевагу одному перед іншим. В Америці люди, які вважають, що фізично, соціально, емоційно і, можливо, духовно здорово ходити повністю оголеними індивідуально або в групах різної статі, де дозволяє погода і хто не ображається, зазвичай називають себе «нудистами». В Європі такі люди найчастіше називають себе «натуристами».
Етичний натуризм проти рекреаційного натуризму — це концепція, яку вперше представив Стефан Дешенес у квітневому епізоді подкасту The Naturist Living Show у квітні 2011 року. яка намагається створити таксономію, яка класифікує різні типи натуристів/нудистів. Етичні натуристи вважають себе частиною філософії з етичними та моральними аспектами, тоді як рекреаційні нудисти просто беруть участь у дозвіллі, яке передбачає наготу.
Багато людей випадково насолоджуються соціальною оголеністю, не дотримуючись жодних термінів і не зв'язуючись із будь-якими традиційними натуристськими, нудистськими чи натуристськими організаціями чи будь-якими іншими групами чи рухами. Це поширене явище, наприклад, на нудистських пляжах та інших формах публічної оголеності, як-от на культурних заходах, як-от Burning Man, або на велосипедних прогулянках без одягу.
Декілька активістів, як-от Вінсент Бетелл, стверджують, що асоціації, спрямовані на популяризацію натуризму чи нудизму, непотрібні, а ведуть лише до «наготи в толерантних гетто». Активіст Деніел Джонсон вважає, що ярлики та зв'язки надто ускладнюють відносно просте явище, відштовхують інших від страху перед надмірними зобов'язаннями чи небажаних стереотипів і, таким чином, заважають інтегрувати оголеність у повсякденне життя.

## Юридичні проблеми

### Об'єднане Королівство

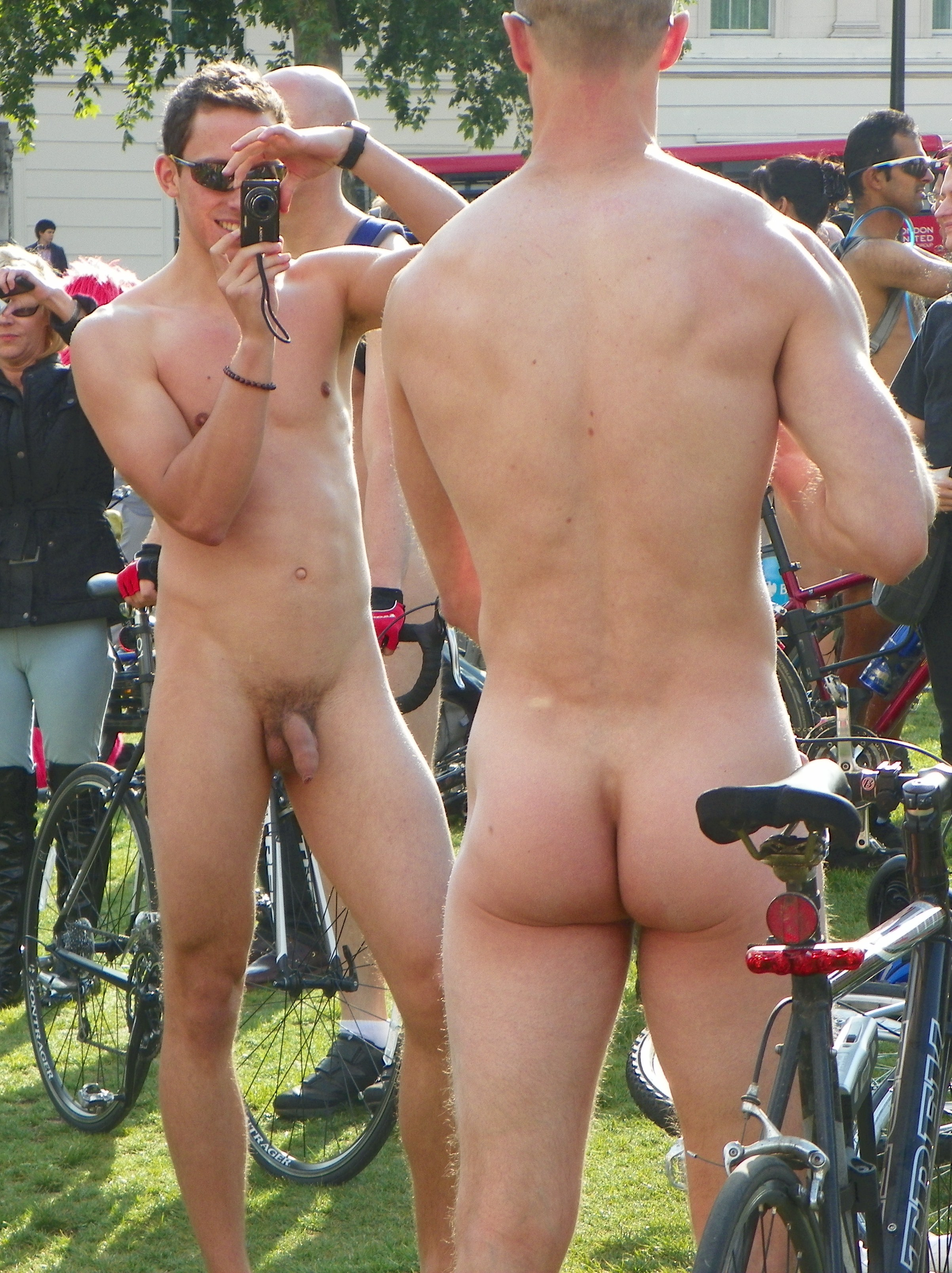
Вулична фотографія на деяких публічних масових заходах з оголеними людьми, як-от Всесвітня велопрогулянка голими вище, є нормою.

Оголення в громадських місцях в Англії та Вельсі дозволено будь-де за умови, що це не робиться з метою переслідування, тривоги чи занепокоєння.
Натуризм був виключений із Закону про сексуальні злочини 2003 року для Англії та Вельсу відповідно до розділу 66. Поліція та Королівська прокуратура не були належним чином поінформовані, і будь-яке повідомлення про наготу потім переслідувалося відповідно до розділу 5 Закону про громадський порядок 1986 року. Закон про рівність 2010 року надав натуристам захищений статус, а використання маршруту Закону про громадський порядок було відхилено в судах у 2013 році.

### Сполучені Штати Америки
Деякі закони спрямовані на натуризм. У американському штаті Арканзас нудизм заборонений поза межами сім'ї, навіть у приватній власності. Також злочином є «пропаганда» або «адвокація» нудизму.
Американська асоціація оголених розваг (AANR) видає (для США) форму випуску фотографій, щоб дозволити людям давати дозвіл на публікацію фотографій себе чи своїх дітей.

## Різноманітність

### Вік
Станом на 1998 рік у багатьох натуристських і нудистських клубах у США мало молодих членів. Однак у Франції кількість молодих натуристів протягом 2010-х років зростала.

### Етнічна приналежність

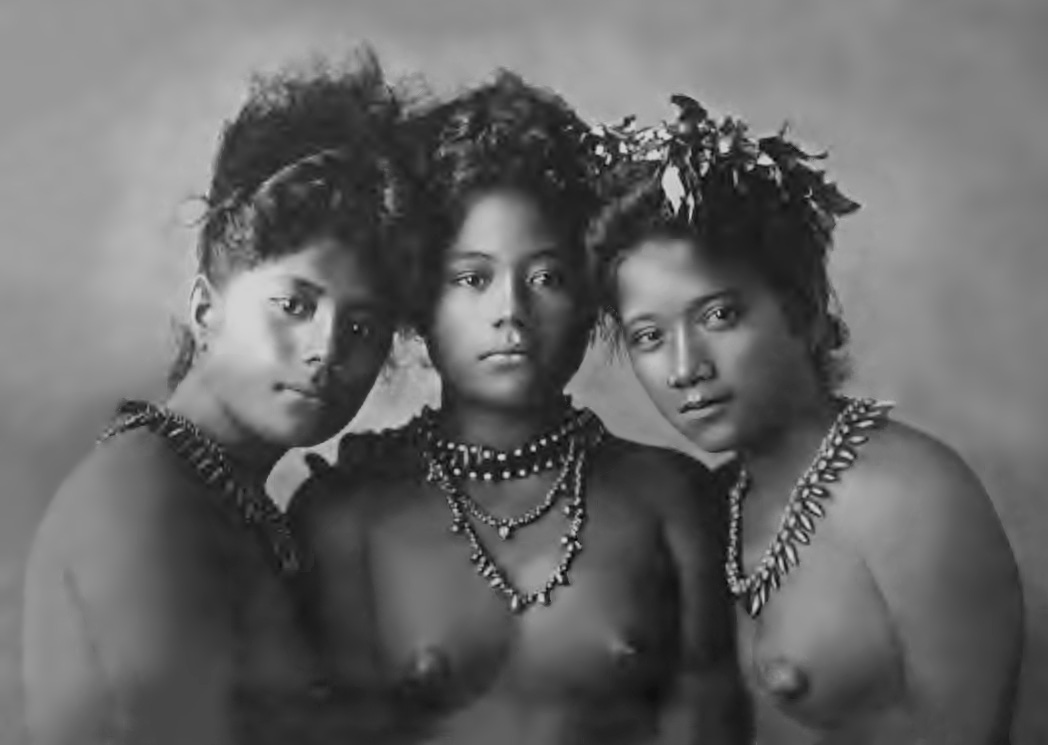
Самоанські дівчата з оголеними грудьми, прибл. 1902

Організована соціальна оголеність зазвичай приваблює більше людей європейського етнічного походження. Це може бути пов'язано з тим, що вона стала соціальним рухом у Європі, перш ніж поширитися на інші частини світу. Інші причини включають той факт, що більшість курортів розташовані далеко від міст і мало зробили для популяризації серед осіб неєвропейського етнічного походження.:307
Люди з неєвропейським етнічним походженням також можуть неохоче брати участь у соціальній оголеності через різні культурні наслідки для них. Люди з частин Африки, Азії, доєвропейської Америки, Австралії та тихоокеанських островів, можливо, мали недавніх предків, для яких оголеність у громадських місцях не була суперечливою. Тому вони можуть вважати це пов'язаним із бідністю чи застарілими цінностями.:308

## Інші питання

### Споглядання
На початку зародження натуризму в США (1930–1950-ті роки) правила багатьох курортів передбачали, що під час розмови ви повинні лише дивитися один на одного лицем до лиця.:162
У 1960-х і 1970-х роках деякі натуристські клуби проводили нудистські конкурси королівської сім'ї-нудистів та конкурси «Міс голизна» у США та Канаді. Перші були відкриті для чоловіків, жінок і дітей і оцінювалися на основі оплесків глядачів, тоді як другі, як правило, були відкриті для жінок віком від 18 до 30 років і оцінювалися групами, які також складалися з представників місцевої громади, компаній і медія як другорядні знаменитості.

### Сексуальне благополуччя
Сміт і Кінг у своїй рецензованій статті 2009 року під назвою «Натуризм і сексуальність: розширення нашого підходу до сексуального благополуччя» висувають такі моменти:
- Звичайний натуризм спирається на дискримінаційні та нечесні методи управління сексуальністю, що обмежує різноманітність натуристського населення та створює імідж і культуру, яким бракує цілісності та прозорості.
- Натуристичне середовище може запропонувати унікальні громадські місця для дослідження сексуальних почуттів і переживань, які можуть бути пригнічені або обмежені в звичайних громадських місцях і сексуальних стосунках.
- Основний натуризм може патологізувати (тобто розглядати як психологічно ненормальних або нездорових) тих, хто насолоджується еротикою наготи.

### Спонтанні ерекції
Найбільший у світі нудистський курорт на Кап д'Агд у Франції байдуже ставиться до ерекції. Американська асоціація оголеного відпочинку пропонує прикривати поперек рушником, лежати на животі або ходити в басейн.

## Подальше читання
- Storey, Mark Social Nudity, Sexual Attraction, and Respect Nude & Natural magazine, 24.3 Spring 2005.
- Storey, Mark Children, Social Nudity and Academic Research Nude & Natural magazine, 23.4 Summer 2004.
- Storey, Mark Children, Social Nudity and Scholarly Study
- Egger, Liz; Egger, James (2006). The Complete Guide To Nudism And Naturism. Wicked. ISBN 978-1846852589. Архів оригіналу за 9 січня 2008.